# Liste der Filmfestivals in Norwegen
Die Liste beinhaltet die Namen der Filmfestivals, die in Norwegen stattfinden, sowohl in der Landessprache als auch auf Englisch, sofern dieser Alternativname vom jeweiligen Festival selbst als internationaler Name verwendet wird. Zudem werden genannt: die Jahreszahl der jeweiligen ersten Festival-Ausgabe, der Ort (die Stadt), in dem sich die jeweilige(n) Festival-Spielstätte(n) befinden, sowie die inhaltliche Spezialisierung des jeweiligen Festivals. Hierbei wird die Bezeichnung international verwendet, wenn es hinsichtlich der Produktionsländer der Filme keine geographische Einschränkung gibt. Die Liste ist aufsteigend nach Gründungsjahren geordnet, ein Farbwechsel in den Reihen markiert einen Wechsel im Jahrzehnt des Gründungsdatums.
| seit      | Name des Filmfestivals                             | int. Name                                           | Ort                                                                       | Ausrichtung                                                                                   |
| --------- | -------------------------------------------------- | --------------------------------------------------- | ------------------------------------------------------------------------- | --------------------------------------------------------------------------------------------- |
| 1973      | Den norske filmfestivalen                          | The Norwegian International Film Festival           | Haugesund                                                                 | nationale und internationale Spielfilme                                                       |
| 1978      | Kortfilmfestivalen i Grimstad                      | The Norwegian Short Film Festival                   | Røros (1978–1981), Trondheim (1982–1987), Grimstad (seit 1988)            | nationale und internationale Kurzfilme                                                        |
| 1989      | Minimalen Kortfilmfestival                         | Minimalen Short Film Festival                       | Trondheim                                                                 | nationale und internationale Kurzfilme                                                        |
| 1991      | Film Fra Sør                                       | Films from the South                                | Oslo                                                                      | Spiel-, Dokumentar- und Kurzfilme aus Afrika, Asien und Lateinamerika                         |
| 1991      | Oslo Internasjonale Filmfestival                   | Oslo International Film Festival                    | Oslo                                                                      | internationale Spiel-, Dokumentar-, Animations- und Kurzfilme                                 |
| 1991      | Skeive Filmer – Oslo Gay and Lesbian Film Festival |                                                     | Oslo                                                                      | Filme mit schwuler und lesbischer Thematik                                                    |
| 1991      | Tromsø Internasjonale Filmfestival                 | Tromsø International Film Festival                  | Tromsø                                                                    | internationale Filme                                                                          |
| 1996–2012 | Samisches Filmfestival (Samisk filmfestival)       | Sámi Film Festival                                  | Kautokeino                                                                | internationale Filme von und für Samen                                                        |
| 1997      | Den Norske Dokumentarfilmfestivalen                | The Norwegian Documentary Film Festival             | Volda                                                                     | internationale Dokumentarfilme                                                                |
| 1998      | Kristiansand Internasjonale Barnefilmfestival      | Kristiansand International Children’s Film Festival | Kristiansand                                                              | internationale Kinderfilme                                                                    |
| 2000      | 70mm-festivalen                                    | 70mm Film Festival                                  | Oslo                                                                      | 70-mm-Filme                                                                                   |
| 2000      | Bergen Internasjonale Filmfestival                 | Bergen International Film Festival                  | Bergen                                                                    | internationale Spiel- und Dokumentarfilme, nationale Kurzfilme                                |
| 2003      | Fjellfilmfestivalen                                | The Nordic Mountain Film Festival                   | Luster                                                                    | internationale Berg- und Abenteuerfilme                                                       |
| 2003      | Nordisk Ungdomsfilm Festival - NUFF                | Nordic Youth Film Festival                          | Tromsø                                                                    | Filme und Workshops von und mit jungen Filmemachern aus den nordischen Ländern und aller Welt |
| 2005      | Dale Amatørfilmfestival                            | Dale Amateur Film Festival                          | Dale                                                                      | internationale Amateurfilme                                                                   |
| 2005      | Filmkontakt Nord – Nordisk Panorama                |                                                     | Bergen (2005), Aarhus (2006), Oulu (2007), Malmö (2008), Reykjavík (2009) | Kurz- und Dokumentarfilme aus den nordischen Ländern                                          |
| 2005      | Kosmorama Trondheim Internasjonal Film Festival    | Kosmorama Trondheim International Film Festival     | Trondheim                                                                 | internationale Filme                                                                          |